# Поляк, Мартин Семёнович
Мартин Семенович Поляк (1925—2008) — советский и украинский медик, кандидат медицинских наук

## Биография
Родился 18 февраля 1925 в Одессе. В 1941 году окончил в городе Сталино (современный Донецк) 9 классов и был эвакуирован с семьёй в Баландинский район, Саратовская область.
В 1942 году окончил 10 класс и был призван в РККА. Получил направление в Харьковское училище химзащиты. После окончания училища в звании лейтенанта был назначен командиром взвода в 6-й гвардейской воздушно-десантной бригаде. Бригада вскоре была переформирована в 322-й гвардейский стрелковый полк в составе 9-й гвардейской армии 3-го Украинского фронта.
Участвовал в боях в Венгрии, Чехословакии, Австрии. В бою за город Секешфехервар был ранен в правое бедро, впоследствии получил инвалидность второй группы.
В июле 1946 года был демобилизован из армии. По возвращении в Сталино в 1946—1951 годах учился в медицинском институте, который окончил с отличием и был распределён врачом-рентгенологом в рудничную больницу Макеевки. Позднее там же работал заведующим рентгеновским отделением, заместителем главного врача больницы.
С января 1957 по сентябрь 1959 — врач-рентгенолог областной клинической больницы им. Калинина. В сентябре 1958 года зачислен ассистентом кафедры рентгенологии и медицинской радиологии Донецкого мединститута. В 1966 году защитил кандидатскую диссертацию. В мае 1967 года стал доцентом кафедры. С сентября 1983 по май 1987 года исполнял обязанности заведующего кафедрой. При нём были подготовлены новые методические указания по рентгенокардиологии и рентгенопульмонологии. Кафедра перешла на синдромный метод преподавания рентгенодиагностики, использовала методику чтения комплексных лекций с лекторами других кафедр, а также демонстрировала на лекциях и практических занятиях фрагменты обучающих кинофильмов. С июля 1987 года — доцент кафедры.
Автор 222 печатных работ, одной монографии, 19 рационализаторских предложений. Регулярно выступал с лекциями и докладами на мероприятиях еврейской общины. Активно работал в общественных организациях мединститута, в обществе «Алеф» при донецком Хесед, был заместителем председателя Совета ветеранов Донецкой городской организации евреев-инвалидов Отечественной войны и участников боевых действий.
Награждён орденом Отечественной войны I степени, орденом Богдана Хмельницкого, медалями: «За отвагу», «За взятие Вены», «За победу над Германией в Великой Отечественной войне 1941-1945 гг.», юбилейными медалями, знаком «Фронтовик 1941—1945 гг.», а также тремя медалями Израиля. Являлся почётным ветераном ВДВ.
Умер в октябре 2008 года.